# Onchan AFC
Onchan FC is een voetbalclub uit Onchan, een plaats nabij Douglas, op het eiland Man.

## Erelijst

### Competitie
- 1e divisie, kampioen in seizoen: 1946-47
- 2e divisie, kampioen in seizoenen: 1931-32, 1951–52, 1960–61, 1964–65

### Beker
- Woods Cup: 1964-65, 1978–79, 1992–93
- Railway Cup: 1938-39

## Stadion
Het stadion van Onchan AFC, het Nivison stadium, werd officieel geopend in 1952 onder de naam The Onchan Park Stadium. Een jaar later werd meteen de Manx FA Cup-finale in het stadion gespeeld. In 1954 werd het het officiële thuisbasis van Onchan AFC en later ging het Nivison stadium heten.